# Petros Persakis
Petros Persakis (em grego:  Πέτρος Περσάκης; Atenas, 1879 – desc.) foi um ginasta grego que competiu em provas de ginástica artística.
Nos Jogos de Atenas, disputados "em casa", Persakis competiu individualmente e por equipes nas barras paralelas e nas argolas. Neste aparelho, saiu-se o terceiro colocado, em disputa vencida pelo compatriota Ioannis Mitropoulos. Nas barras coletivas, foi um membro da equipe formada ainda por Nikolaos Andriakopoulos, Spyros Athanasopoulos e Thomas Xenakis, segunda colocada no evento, após ser superada pela Alemanha de Carl Schuhmann.